# Elena Massot i Puey
Elena Massot i Puey (Barcelona, 1974) és una empresària catalana, activa al sector de la promoció immobiliària.
És membre fundadora de la Fundació d'Empresaris de Catalunya (FemCat) i des de gener de 2019 hi va succeir Pau Relat a la presidència. És consellera delegada del Grup Vertix, el segon grup immobiliari català creat per son pare Felip Massot (°1945).
Es llicencià en administració i direcció d'empreses (ADE) per l'Institut Químic de Sarrià i estudià dret a la Universitat Oberta de Catalunya. Com que ja havia començat des del 1996 a treballar a l'empresa familiar, li esqueia difícil compaginar una formació presencial amb la feina i va continuar a la Universitat Oberta de Catalunya. Per a la federació empresarial Femcat veu un paper important en estimular la reforma de l'administració per fer-ne un «motor d'eficiència del país», millorar la formació dels joves i contribuir a fer un país innovador, obert al món i amb més cohesió social.
El 15 de febrer com a vicepresidenta de l'Associació de Promotors de Catalunya proposà la idea que les promocions d'habitatge a Barcelona tinguessin la possibilitat de discriminar en portes d'entrada diferents les veïnes de l'immoble segons el seu nivell de renda. A més donà suport a la supressió de la obligatorietat de destinar el 30% a l'habitatge públic protegit en totes les promocions immobiliàries.